# Cruz Pilar
Cruz Pilar är en ort i Mexiko.   Den ligger i kommunen Tenejapa och delstaten Chiapas, i den sydöstra delen av landet, 800 km öster om huvudstaden Mexico City. Cruz Pilar ligger 992 meter över havet och antalet invånare är 526.
Terrängen runt Cruz Pilar är kuperad söderut, men norrut är den bergig. Cruz Pilar ligger nere i en dal. Runt Cruz Pilar är det ganska tätbefolkat, med 75 invånare per kvadratkilometer. Närmaste större samhälle är Chiloljá, 3,6 km sydost om Cruz Pilar. I omgivningarna runt Cruz Pilar växer i huvudsak städsegrön lövskog.